# 체이싱 라이프
《체이싱 라이프》(영어: Chasing Life)는 2014년 6월 10일부터 2015년 9월 28일까지 ABC 패밀리에서 방영된 드라마이다.